# Merostomichnites
Merostomichnites este un gen de ihnofosile, interpretat ca urme de eurypteride. Urmele produse de acest eurypterid mare au fost descrise din perioada Siluriană și Ordoviciană, și au fost găsite în Portugalia și Norvegia. Urmele eurypteridului trail au fost găsite de Hanken și Dr. J. Miller în 1971. Urmele în Norvegia probabil au fost făcute de Mixopterus kiaeri.